# 日高裕貴
日高 裕貴（ひだか ゆうき、1993年8月25日‐）は、広島県呉市出身の元プロサッカー選手。現役時代のポジションはゴールキーパー。

## 来歴
2015シーズンにJAPANサッカーカレッジからアルビレックス新潟シンガポールへ移籍するも野沢洋輔や荻野賢次郎ら、実力派揃いのJリーグ経験者からポジションを奪取することが出来ずシーズン終了をもってチームを退団。
2017年にタイ・リーグ4（T4）のパッターニーFCと契約。シーズン中に同リーグの東地区に所属するカビン・ユナイテッドFCに移籍。
2018年よりモンゴル1部リーグのFCセレンゲプレスに移籍。しかし、手首の怪我の治療のため契約解除して帰国。完全復帰まで1年かかると診断された。2018年8月18日、現役引退を表明。
引退後はドイツでプレーするサッカー選手のサポートやコラムの執筆といった活動を行っている。

## 所属クラブ
- 2013年　広島経済大学
- 2015年　アルビレックス新潟シンガポール
- 2017年　パッターニーFC
- 2017年　カビン・ユナイテッドFC（英語版）
- 2018年　FCセレンゲプレス